# 長崎南山認定こども園
長崎南山認定こども園（ながさきなんざんにんていこどもえん、Nagasaki Nanzan Kindergarten ）は、1960年4月8日にカトリック系の神言修道会が長崎県長崎市音無町に創立した、幼保連携型の私立の認定こども園。旧園名は長崎南山幼稚園。

## 概要
カトリック系の神言修道会を設立母体とする、学校法人長崎南山第二学園によって運営されている。同地には長崎南山小学校と、カトリック長崎大司教区・カトリック西町教会が併設されている。募集は毎年若干名の為、長崎市では入園が難しい園の一つである。

## 教育目標
子供の一人ひとりの人格を認め、かけがえのない存在として大切にし、愛の内に成長をさせて立派な人になるように最善を尽す。

## 制服
制服（ブレザー、シャツ、ズボン、ブラウス、スカート）は、イタリアのファッションブランド『Mila Schon』を採用している。

## 沿革
- 1957年4月
  - 長崎南山幼稚園･小学校･カトリック西町教会の設立準備開始（設立母体カトリック神言修道会）
- 1960年4月
  - 長崎南山幼稚園開園式（小学校校舎１階使用）
  - 創立者ヨハネ・ウィゼン師（神言修道会）
  - 初代園長　聖霊会シスター・ベアタ三国　重子
- 1961年3月
  - 第一回目の卒園式
- 1966年4月
  - 扶助者聖母会のシスターが赴任
  - 園長ヨハネ・ウィゼン師（神言修道会）
- 1968年12月
  - 長崎南山第二学園設立
  - 初代理事長　ヨハネ・ウィゼン師（神言修道会）
- 1969年10月
  - 長崎南山第二学園と西町教会の聖堂の献堂式
- 1980年6月
  - 幼稚園園舎の竣工
- 1997年4月
  - 園長　川上　進師（神言修道会）
- 1999年4月
  - 純心聖母会のシスターが赴任
- 2008年4月
  - 園長ジェブーラ・エウゲニウス師（神言修道会）
- 2009年10月
  - 長崎南山幼稚園、学園と西町教会と共に設立50周年記念式典と祝賀会
- 2012年
  - 長崎南山第二学園校舎と園舎の耐震強度補強工事
- 2013年
  - 園舎の空調化
- 2014年
  - 幼保連携型認定こども園に向け準備
- 2015年
  - 幼保連携型認定こども園開設
- 2017年
  - 園長ポウォムスキ・スタニスワヴ師（神言修道会）